# 1827 Atkinson
1827 Atkinson је астероид главног астероидног појаса са средњом удаљеношћу од Сунца која износи 2,707 астрономских јединица (АЈ).
Апсолутна магнитуда астероида је 12,39.